# Gazette du village

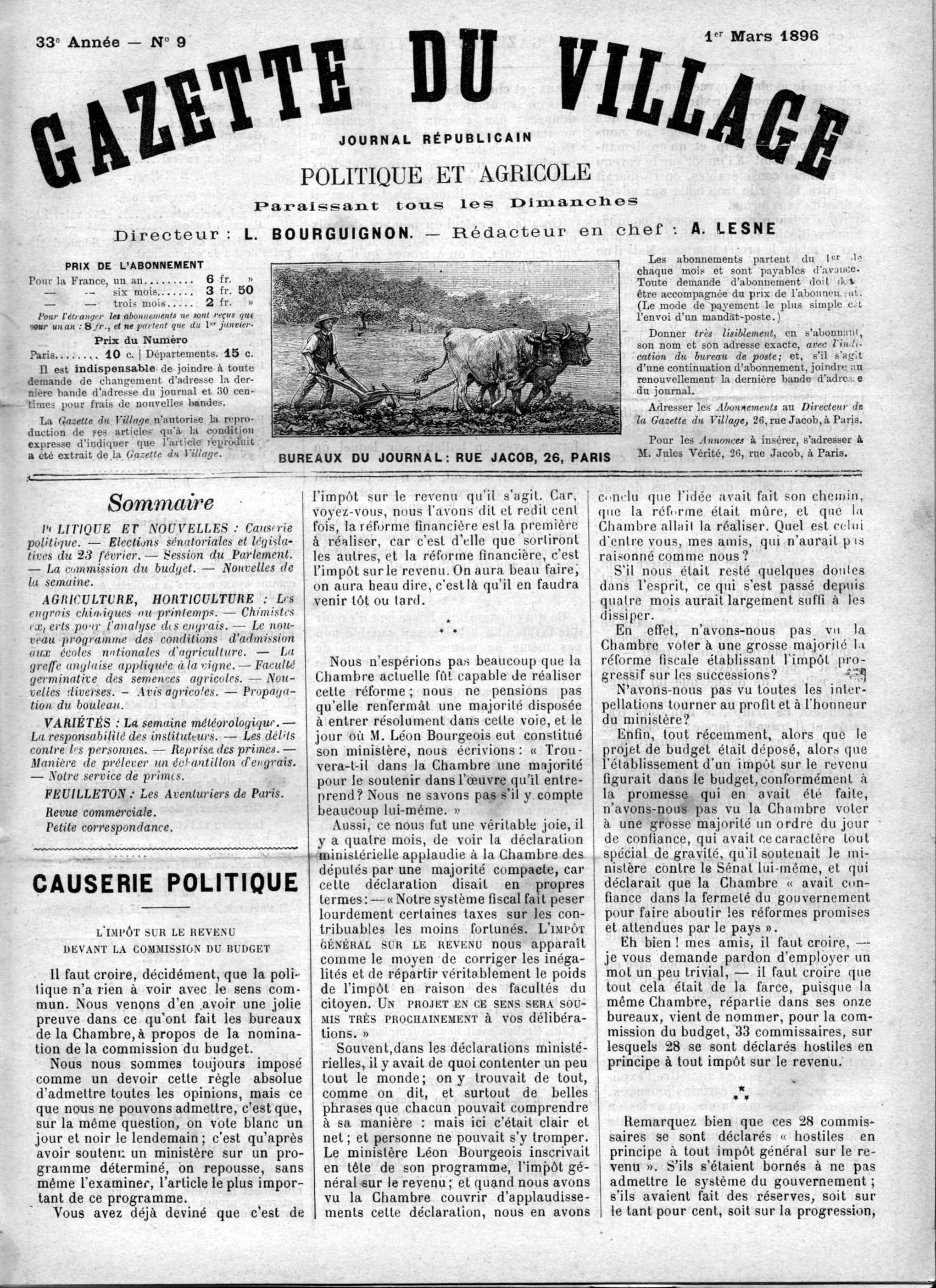
Un numéro de 1896 de la Gazette du village.

La Gazette du village est un hebdomadaire français fondé par Victor Borie, publié à Paris et orienté vers le monde agricole et la population rurale, publié de 1864 à 1936.
La gazette a été sous-titrée successivement « journal républicain, politique et agricole », « politique et agricole », « journal agricole démocratique », « journal agricole d'information et de défense paysannes ».
Sa périodicité (traditionnellement, elle paraissait « tous les dimanches ») a été perturbée pendant les périodes de guerre.